# Thymoites ipiranga
Thymoites ipiranga är en spindelart som beskrevs av Claude Lévi 1964. Thymoites ipiranga ingår i släktet Thymoites och familjen klotspindlar. Inga underarter finns listade i Catalogue of Life.